# 聚全堂药铺旧址
聚全堂药铺旧址，位于山西省晋中市祁县城内东大街30号（巷内），是中华人民共和国山西省文物保护单位之一。

## 建筑
聚全堂药铺是一座明代古建筑，坐北朝南，前后两进院落。占地面积672平方米。前院沿街开设店铺，后院为居住空间。中轴线上依次为沿街铺面、过厅、和后院的二层统楼。临街铺面面阔五间，进深五椽，单檐硬山顶，其中中间的明间留作通道，两侧的次间、梢间开设店铺。前院东西厢房各五间。铺面、过厅为明代建筑，后院统楼和东西厢房为清代建筑。

## 保护
2004年6月10日，聚全堂药铺旧址公布为第四批山西省文物保护单位，编号4-167-3-122。